# Cavaco (madeira)

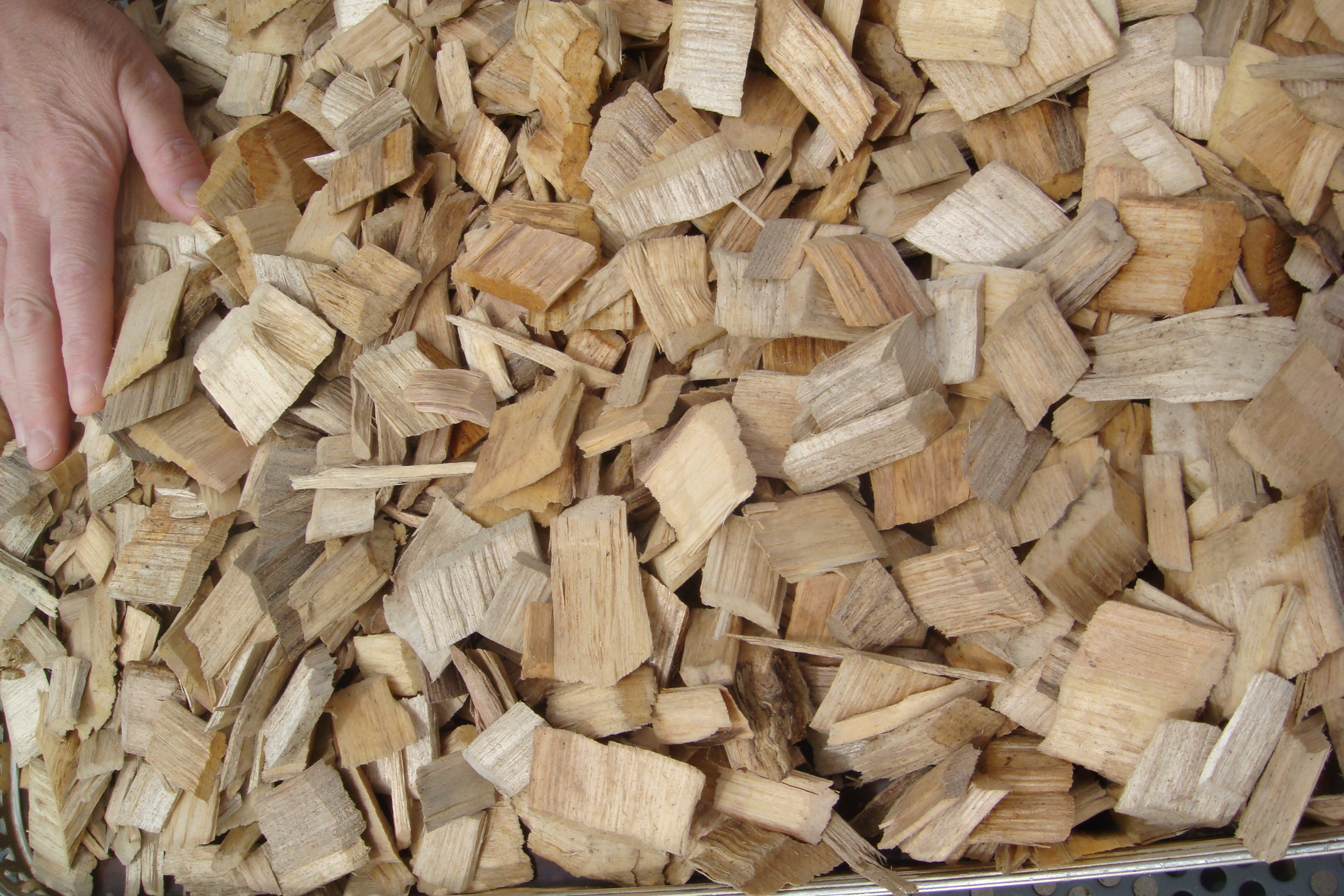
Cavacos de madeira

Cavaco é o termo utilizado na indústria da madeira para designar os pequenos pedaços de madeira resultantes de uma trituração. O cavaco é um pequeno pedaço de madeira, que pode ter tamanhos variáveis entre 5 a 50mm. A qualidade do cavaco está diretamente relacionado à matéria prima e a tecnologia utilizada para sua produção. 

## Tipos
Existem três tipos mais comuns de cavacos de madeira, são eles:

### Cavaco de resíduos florestais

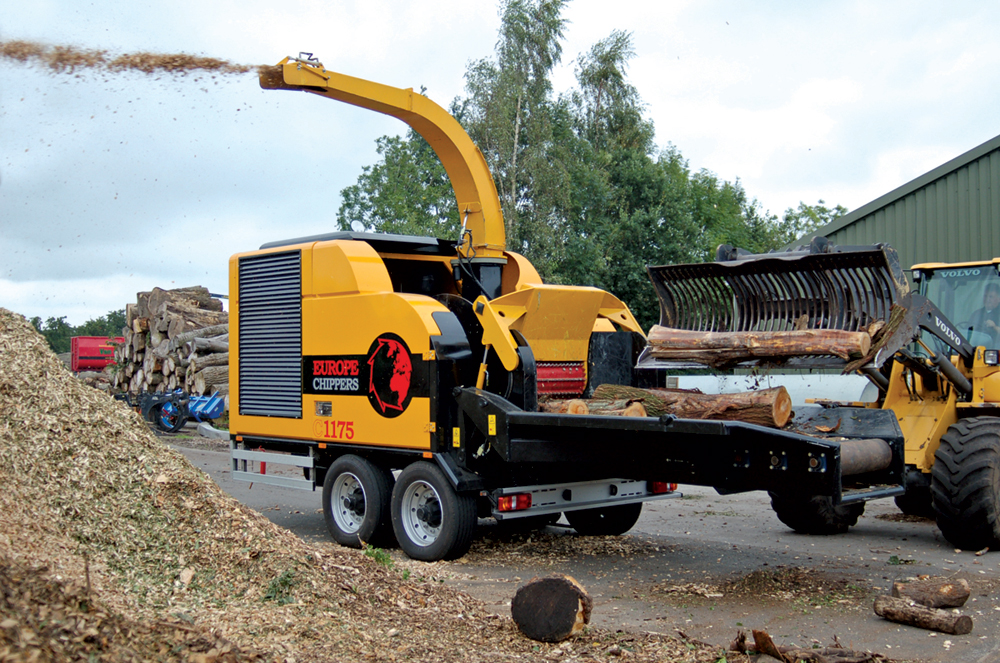
Uma máquina de trituração de madeira

Este cavacos são produzidos através da trituração/picagem de galhos, folhas, cascas, copas de árvores e até árvores inteiras. Este tipo de cavaco possui uma umidade aproximada a 50%, o que faz com que este cavaco tenha um valor comercial reduzido. Estes cavacos podem ser utilizados como combustível em caldeiras de grandes centrais de produção de calor ou de produção de energia elétrica, como centrais termoelétricas a resíduos florestais.

### Cavaco de resíduos de serrarias
Estes cavacos são produzidos através de sobras de madeira em serrarias, sendo aproveitados pedaços pequenos de madeira, madeiras tortas, lascas, costaneiras e outros. O percentual de umidade destes cavacos variam entre 40% e 50%, tendo melhores propriedades para combustão, mas ainda sendo muito úmida para uso em caldeiras pequenas sem que passe pelo processo de secagem.

### Cavacos proveniente de corte de árvores
Estes cavacos são produzidos apenas com pedaços de madeira, as toras sem ramos e folhas ficam secando entre quatro e seis meses antes da picagem, fazendo com que sua umidade caia para 30%. Com tamanhos e qualidades uniformes este cavaco é um combustível adequado para a queima em caldeiras de edifícios residenciais e comerciais. 
O cavacos podem ser estocados em silos ou em pilhas ao ar livre, normalmente localizados próximo à área de recebimento de toras e picagem.

## Vantagens e desvantagens

### Vantagens
- Pode ser encontrado disponível localmente
- A sua produção estimula o emprego local
- Mais barato que pellets e briquetes
- Reaproveitamento da madeira

### Desvantagens
- Requer maior espaço para armazenamento
- Maior necessidade de trabalho de operação
- Manutenção da central

A especificação correta do tamanho é crucial para os consumidores de cavacos, já que determinadas caldeiras irão operar de forma mais eficiente com a correta granulometria do material. 